# Faculdade de Medicina e Cirurgia do Pará
Faculdade de Medicina foi fundada em 9 de janeiro de 1919, e instalada em primeiro de maio do mesmo ano na cidade de Belém.

## Histórico
Foi a primeira escola médica do norte, a oitava do Brasil. Funcionava inicialmente em salas do colégio estadual "Paes de Carvalho". O seu primeiro diretor foi o Barão de Anajás , logo seguido pelo Dr. Camilo Salgado. Visando aquisição de uma sede própria e mais perto da Santa Casa de Misericórdia do Pará, local onde eram ministradas as aulas práticas, Camilo Salgado liderou grande campanha para aquisição de imóvel próprio no Largo de Santa Luzia.
Adquirido o prédio esta foi transferida para ele em 1924 onde até hoje algumas disciplinas são ministradas.
Foi federalizada em 1950 sendo integrada a Universidade Federal do Pará (UFPA) com a criação desta em 1957.
Dispõe de dois Hospitais Universitários, o Hospital Universitário João de Barros Barreto e o Hospital Universitário Betina Ferro de Souza e ainda hoje é responsável por algumas enfermarias da Santa Casa.